# Stefan Libiszowski
Stefan Marian (Maria?) Libiszowski (ur. 6 września 1887 w Białaczowie, zm. 8 stycznia 1964 w Kielcach) – polski ziemianin, rolnik, działacz społeczny, poseł na Sejm IV kadencji (1935-1938) w II Rzeczypospolitej.

## Życiorys
Był właścicielem majątku ziemskiego w Skrzyńsku. Był członkiem Sejmiku Powiatowego, wieloletnim prezesem Związku Ziemian i działaczem organizacji rolniczych w Opocznie, prezesem lokalnego oddziału straży pożarnej.
W wyborach parlamentarnych w 1935 roku został wybrany posłem na Sejm IV kadencji (1935-1938) 19 072 głosami z listy BBWR z okręgu nr 31, obejmującego powiaty: konecki i opoczyński. W kadencji tej pracował w komisji komunikacyjnej. 

## Życie rodzinne
Był synem Antoniego i Marii (Marianny) z domu Grabkowskiej.